# Kościół Najświętszej Maryi Panny Matki Kościoła w Chabowie
Kościół Najświętszej Maryi Panny Matki Kościoła w Chabowie – katolicki kościół filialny zlokalizowany we wsi Chabowo w gminie Bielice, w powiecie pyrzyckim (województwo zachodniopomorskie). Jest filią parafii Matki Bożej Wspomożenia Wiernych w Starym Czarnowie.

## Historia i architektura
Kościół wzniesiony został w XIX wieku. Jest to budowla na planie prostokąta, murowana z ciosanego kamienia i cegły. W nawie, krytej dwuspadowym dachem, umieszczone są uskokowe okna zakończone pełnymi łukami, zgrupowane po cztery. Szczyt wschodni ma formę schodkową i zdobiony jest blendami. Do ściany wschodniej dostawiona jest pięcioboczna absyda, nakryta sześciodzielnym sklepieniem żebrowym. W absydzie umieszczone są trzy okna. Przy zachodniej elewacji kościoła znajduje się wieża z portalem wejściowym w przyziemiu, nakryta czworobocznym hełmem.
Kościół został zniszczony w trakcie II wojny światowej, odbudowano go w latach 1975–1976. Konsekracji świątyni dokonał w dniu 20 czerwca 1976 roku biskup Jerzy Stroba.